# Mieczysław Glanc
Mieczysław Glanc (ur. 1 grudnia 1923 w Łagiewnikach, obecnie część Kruszwicy, zm. 31 grudnia 1991 w Warszawie) – polski funkcjonariusz aparatu bezpieczeństwa PRL w stopniu pułkownika, w latach 1975-1979 członek korpusu dyplomatycznego PRL, działacz sportowy. 

## Życiorys

### Dzieciństwo i młodość
Mieczysław Glanc urodził się w Łagiewnikach, powiat inowrocławski, jako syn Wawrzyńca i Heleny z domu Malinowskiej. Miał dwóch braci - Józefa i Tadeusza. Wkrótce rodzina przeniosła się do Boryni w województwie lwowskim, na pograniczu polsko-czechosłowackim, gdzie ojciec Glanca pełnił służbę jako funkcjonariusz Straży Celnej w placówce „Libuchora”. Tam też Mieczysław Glanc ukończył szkołę podstawową, po czym rozpoczął naukę w Gimnazjum we Lwowie. W kwietniu 1939 roku Glancowie przenieśli się do Działdowa przy ówczesnej granicy niemieckiej, gdzie ojciec Glanca otrzymał nowy przydział. Mieczysław Glanc miał tam kontynuować naukę, jednak plany te uniemożliwił wybuch wojny. Jeszcze w sierpniu 1939 roku Glanc wraz z matką i braćmi wrócili w rodzinne strony do Kruszwicy, gdzie spędzili okres okupacji. Sam Mieczysław Glanc pracował w tym czasie m.in. jako robotnik w Kujawskiej Wytwórni Win „H. Makowski” w Kruszwicy.

### Kariera w aparacie bezpieczeństwa
Po zakończeniu wojny Glanc przeniósł się z rodziną do Wałcza na „Ziemiach Odzyskanych”, gdzie wstąpił do Polskiej Partii Robotniczej i podjął pracę w jej komitecie powiatowym. W październiku 1945 został oddelegowany najpierw do Powiatowego Urzędu Bezpieczeństwa w Wałczu, a następnie do Wydziału Personalnego Wojewódzkiego Urzędu Bezpieczeństwa Publicznego w Szczecinie. W tym czasie brał udział w akcjach przeciwko członkom niemieckiej organizacji podziemnej Werwolf. W 1946 otrzymał stopień sierżanta i odbył kurs oficera śledczego w Centralnej Szkole Ministerstwa Bezpieczeństwa Publicznego w Łodzi. W tym czasie brał też udział w „walce z bandami i reakcyjnym podziemiem”, za co został odznaczony Krzyżem Zasługi.
W 1947 Glanc został przeniesiony do Warszawy, gdzie podjął służbę jako referent w Biurze Personalnym Ministerstwa Bezpieczeństwa Publicznego i został awansowany na podporucznika, a następnie w 1948 na porucznika. W 1949 objął funkcję starszego referenta i p.o. kierownika Samodzielnej Sekcji Personalnej w Departamencie Ochrony Rządu. Rok później otrzymał funkcję kierownika wspomnianej sekcji i awans na kapitana, zaś w kolejnym 1951 roku został zastępcą naczelnika Wydziału III Departamentu Ochrony Rządu MBP. W 1952 mianowano go zastępcą naczelnika Wydziału IV, a w 1953 naczelnikiem Wydziału V. 
W 1954 Glanc został awansowany na majora, a w 1955 w wyniku likwidacji MBP i związanej z tym reorganizacji otrzymał stanowisko naczelnika Wydziału V Departamentu VIII Komitetu do spraw Bezpieczeństwa Publicznego, zaś po kolejnej reorganizacji w 1956 został funkcjonariuszem Biura Ochrony Rządu MSW, gdzie sprawował kolejno funkcję naczelnika Wydziału II (1956–1964) oraz zastępcy dyrektora (1964–1968). 
W międzyczasie, w 1957 - tak jak wszyscy oficerowie BOR - Glanc został powołany do służby wojskowej jako oficer korpusu rezerwy Wojskowej Służby Wewnętrznej, pełniąc jednocześnie obowiązki w ochronie rządu. W związku z tym miał także obowiązek zdobycia wykształcenia średniego, co uczynił w 1960, po czym ukończył dwuletnie szkolenie wojskowe. W 1961 otrzymał awans na podpułkownika, a w 1965 na pułkownika. W 1967 ukończył Zawodowe Studium Administracyjne na Uniwersytecie Warszawskim, zaś w 1969 uzyskał tytuł magistra administracji na Wydziale Prawa i Administracji UW. 
W latach 1968–1975 Mieczysław Glanc zajmował stanowisko dyrektora Biura Paszportów.

### Praca w służbie dyplomatycznej
Ze służby w organach bezpieczeństwa Mieczysław Glanc odszedł w 1975, po czym podjął pracę w służbie dyplomatycznej jako radca ambasady i kierownik Wydziału Konsularnego Ambasady Polskiej Rzeczypospolitej Ludowej w Berlinie. Do kraju powrócił w 1979 w ramach standardowej rotacji pracowników korpusu dyplomatycznego, po czym przeszedł na emeryturę ze względu na brak zainteresowania dalszą współpracą ze strony MSZ i MSW.

## Inne

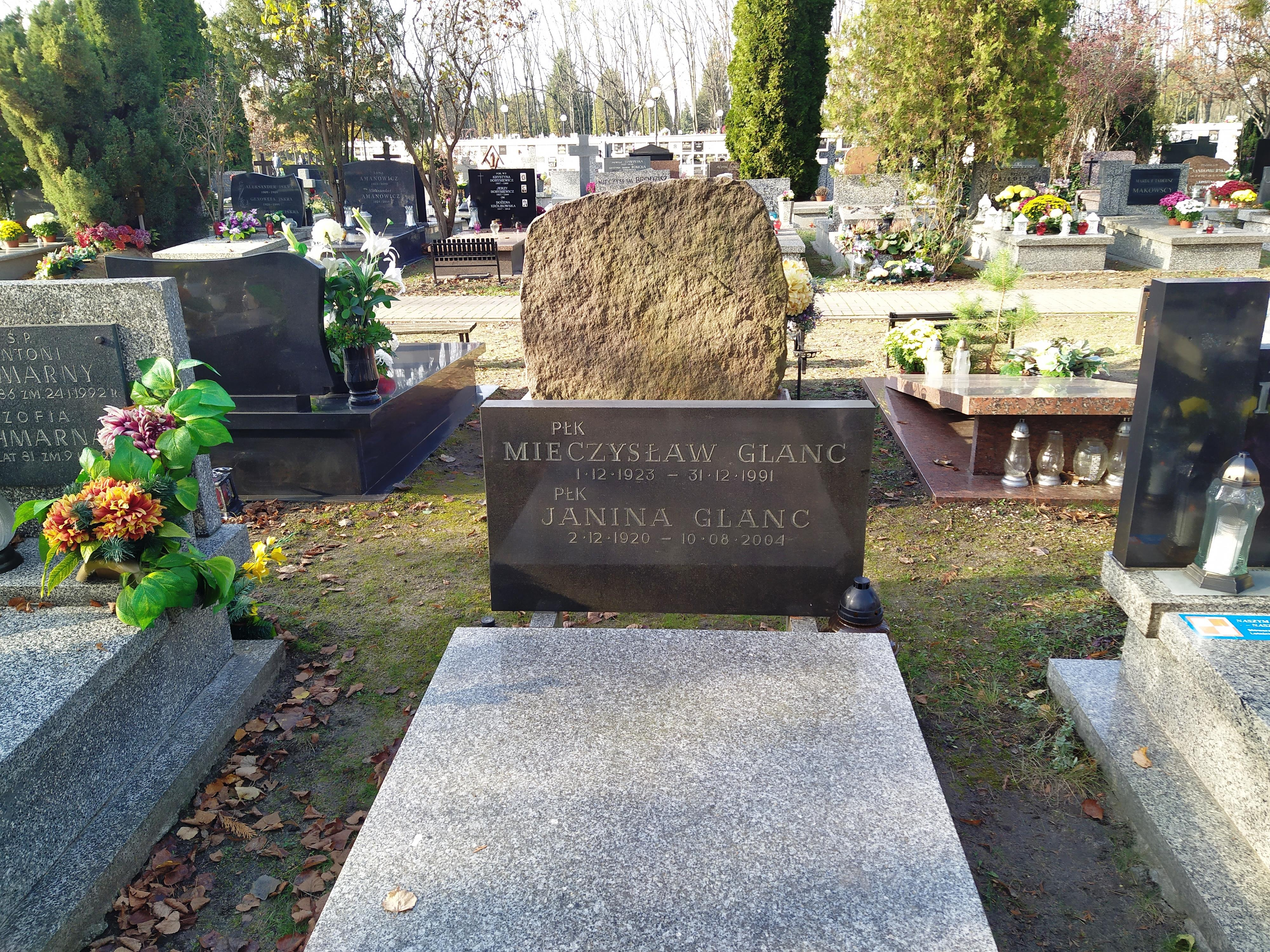
Nagrobek Mieczysława i Janiny Glanców

W latach 70. Mieczysław Glanc był ponadto prezesem klubu sportowego WKS Gwardia.
Jego żoną była Janina z domu Kalinowska, primo voto Tarnowska, funkcjonariuszka Departamentu Kadr MSW w stopniu pułkownika. Mieczysław Glanc został pochowany na cmentarzu Północnym w Warszawie.